# 1988年夏季残疾人奥林匹克运动会冰岛代表团
1988年夏季残疾人奥林匹克运动会冰岛代表团是冰岛派出的1988年夏季残疾人奥林匹克运动会代表团。获得2枚金牌、2枚银牌和7枚铜牌。